# Operace Silver B

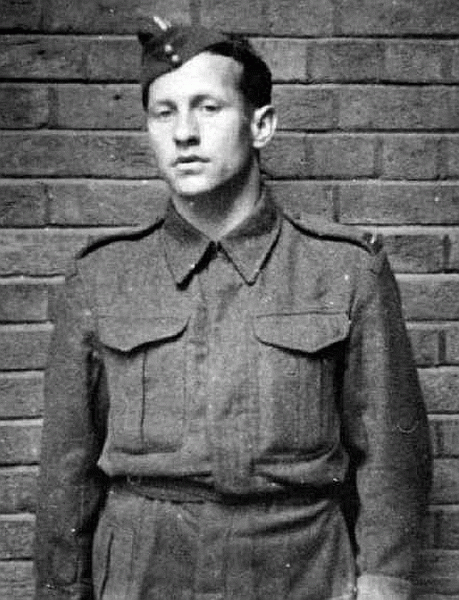
Rotný Jan Zemek

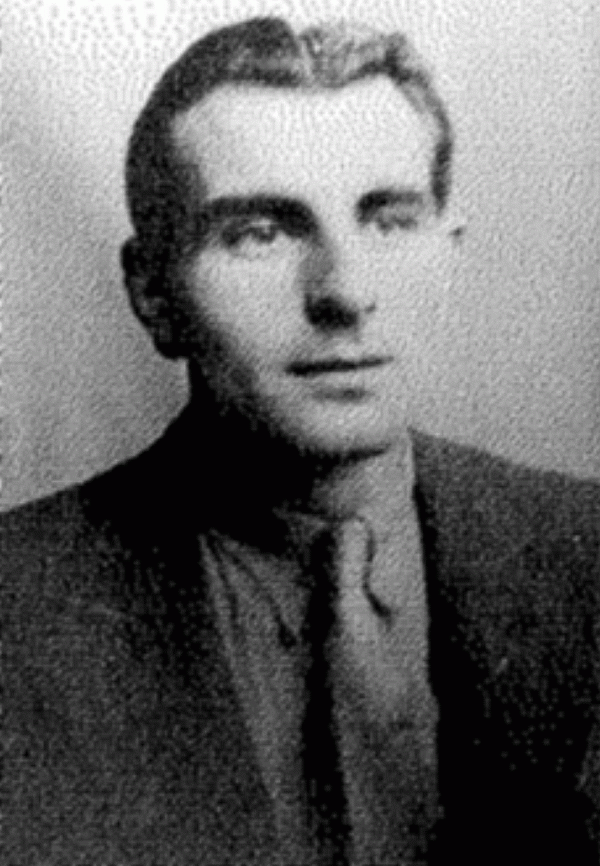
Četař Vladimír Škacha (civilní foto na protektorátní legitimaci)

Operace Silver B byl krycí název pro paradesantní výsadek vyslaný během II. světové války z Anglie na území Protektorátu Čechy a Morava. Výsadek byl organizován zpravodajským odborem exilového Ministerstva národní obrany a byl řazen do první vlny výsadků.

## Složení a úkol
Výsadek se skládal z radisty rotného Jana Zemka a četaře Vladimíra Škachy. Jejich úkolem bylo předat radiostanici s krycím názvem Božena určenou pro odbojovou skupinu ÚVOD.

## Činnost
Členové výsadku byli společně s příslušníky výsadků Anthropoid a Silver A vysazeni v noci z 28. na 29. prosinec 1941 z bombardéru Handley Page Halifax Mk.II NF-V (ser. L9613) 138. výsadkové peruti RAF. Chybou navigátora všechny tři výsadky seskočily několik desítek kilometrů od původní oblasti. Silver B byl místo u Ždírce nad Doubravou vysazen u 50 km vzdálených Kasaliček u Přelouče.
Vysílačka skupiny Silver B se při dopadu poškodila, Zemek a Škacha pokračovali na kontaktní adresy. Na žádné z adres ale neuspěli. Museli proto porušit zásadu konspirace a obrátit se na příbuzné. Ukryli se u Zemkových příbuzných (Zemkovy sestry Růženy a jejího manžela Václava Kozáka) v Brně-Řečkovicích a neúspěšně se pokoušeli navázat spojení s odbojem. Následně vystřídali různé úkryty – především u hostinského Jindřicha Recha, u rodiny Antonína Bohatce (Bohatcovi se stali jedněmi z nejobětavějších spolupracovníků), u zedníka Antonína Cupáka a u Františky Dvorské (sestry paní Bohatcové). Okruh jejich pomocníků nakonec čítal desítky osob. Poté, co se jim v roce 1942 dostalo gestapo na stopu (první obětí se stal zatčený A. Bohatec), začali opět utíkat. Ukrývali se dál v Brně a okolí, ale gestapo jim bylo stále v patách. 22. prosince 1942 se agentům gestapa podařilo Škachu objevit, ten ale včas uprchl. Zatčen byl teprve v Moravské Ostravě 3. ledna 1945 po přestřelce s gestapem a poslán do koncentračního tábora Flossenbürg, ve kterém se dočkal konce války. 
Zemek se ukrýval v Osvětimanech u Kyjova. V březnu 1945 se přidal k partyzánům a účastnil se několika protiněmeckých akcí. Po válce, v roce 1945, byl povýšen na rotného.
Skutečnost, že nesplnili své poslání, ale oba válku přežili, vedla některé poválečné autory k vyslovení pochybností o jejich odhodlání. Své úkoly však splnit nemohli a v podmínkách ilegality a krutého teroru bylo úspěchem, že se bránili bojem a nezradili. Za vše mluví hořká vzpomínka V. Škachy:
"Proč lidé, kteří akci připravovali, nepočítali s eventuálním selháním adres, jež nám dali? Londýn počítal, že nám tito lidé pomohou, ale naprosto si tím nebyl jist. Proč jeden z nás nebyl zaškolen na dobrého telegrafistu? Co jsme vlastně měli v naší obsazené zemi dělat? Co od nás Londýn očekával a proč naše vybavení bylo tak primitivní? Byl jsem výtečně zaškolen v destrukční činnosti, v kurzu jsem byl pokládán za dobrého střelce. A k čemu mi tohle vše je nyní? Nemám dekagram výbušniny, mám celkem 16 nábojů do pistole. Mám vysílací stanici, se kterou sotva umím pracovat a kterou neumím opravit."

## Podpůrná síť paraskupiny Silver B
Vladimír Škacha se v koncentračním táboře Flossenbürg sešel se všemi zatčenými civilními mužskými spolupracovníky. 11 z nich stanulo 28. února 1945 před popravčí četou: A. Cupák, V. Kozák, Jaroslav Zemek (bratr parašutisty Jana Zemka), F. Dvorský, M. Dvorský, O. Dvorský, F. Tesařík, J. Říha, R. Janek, K. Gromeš a F. Sova. O posledních okamžicích A. Bohatcové, F. Dvorské, L. Dvorské, B. Dvorské a K. Jankové není nic známo.
Celkovou tragickou bilanci 19 mrtvých členů podpůrné sítě završil K. Hudec, který zahynul 10. dubna 1945 v Mauthausenu.,
- Antonín Bohatec – spolu s manželkou Antonií ukrývali a jinak spolupracovali od února 1942 s příslušníky paraskupiny SILVER B (Jan Zemek, Vladimír Škacha), která byla vyslána na území protektorátu 29. 12. 1941. Antonín Bohatec byl 12. 12. 1944 vylákán, pozván jako obecní tajemník v údajně úřední záležitosti, k vrchnímu starostovi Brna Oskaru Judexovi, kde byl zatčen gestapem. Poté tvrdě vyslýchán v úřadovně gestapa na Veveří ulici číslo 70 a posléze v Kounicových kolejích, týž den navečer se v cele Kounicových kolejí oběsil, aby při dalších výsleších neprozradil své spolupracovníky. V Úmrtním protokolu města Brna je jako místo úmrtí napsáno „gestapo“, příčina úmrtí je označena otazníkem. Zpopelněn byl v Krematoriu města Brna 20. 12. 1944[2]
- Antonie Bohatcová – spolu s manželem Antonínem ukrývali a jinak spolupracovali od února 1942 s příslušníky paraskupiny SILVER B) dne 12. 12. 1944 se jí podařilo s parašutistou V. Škachou uprchnout z Brna-Řečkovic zatýkacímu komandu brněnského gestapa. Zatčena 3. 1. 1945 v Moravské Ostravě, kde se ukrývala u přítelkyně Jankové spolu s parašutistou Vladimírem Škachou. Byla popravena neznámo kdy (asi duben 1945) v Kounicových kolejích.[3]
- Antonín Cupák stavitelský příručí (doloženo v roce 1928), zednický mistr Vrchlického nábřeží bydliště a místo úkrytů parašutistů skupiny Silver B (od roku 1942 Ovocná, dnes Cupákova) popraven ve Flossenburgu v únoru 1945 spolu s dalšími pomáhajícími skupině Silver B, jeho rodina (spolupráci si vymínil podmínkou, že nebude zasvěcena)  manželka a starší dcera internovány, o mladší dceru se do konce války starala její teta. Další lidé z Brna-Řečkovic a Brna- Mokré hory, kteří pomáhali a zemřeli po odhalení skupiny gestapem:[4]
- Božena Dvorská – za nacistické okupace se rodina podílela na ukrývání parašutisty Jana Zemka ze skupiny SILVER B od června 1942 do prosince 1944, kdy musel parašutista z Brna uprchnout před gestapem.  Zatčena po 13. 12. 1944, vězněna v Brně na Cejlu spolu s matkou a sestrou. Přesné datum popravy a místo úmrtí není známo. Buď byly s matkou a sestrou zastřeleny ranou do týlu v Brně v Kounicových kolejích na tzv. písečku, nebo se řadí ke 22 neidentifikovaným osobám z celkového počtu 235 osob transportu do Mauthausenu (označován někdy KL III) z počátku dubna 1945.[5]
- Ludmila Dvorská – zatčena po 13. 12. 1944, vězněna v Brně na Cejlu spolu s matkou a sestrou. Přesné datum popravy a místo úmrtí není známo. Buď byly s matkou a sestrou zastřeleny ranou do týlu v Brně v Kounicových kolejích na tzv. písečku, nebo se řadí ke 22 neidentifikovaným osobám z celkového počtu 235 osob transportu do Mauthausenu (označován někdy KL III) z počátku dubna 1945.[6]
- Františka Dvorská – zatčena 13. 12. 1944, vězněna v Brně na Cejlu spolu s dcerami.  Přesné datum popravy a místo úmrtí není známo. Buď byla i s dcerami zastřelena ranou do týlu v Brně v Kounicových kolejích na tzv. písečku, nebo se řadí ke 22 neidentifikovaným osobám z celkového počtu 235 osob transportu do Mauthausenu (označován někdy KL III) z počátku dubna 1945.[7]
- Miloslav Dvorský – zatčen po 13. 12. 1944, vězněn v Brně v Kounicových kolejích, 23. 1. 1945 vypraven z Brna transport 833 politických vězňů (v něm i jeho otec a bratr) do Flossenbürgu, kam přijeli 26. 1. 1945.[8] S transportem přijel také vyšetřující soudce dr. Weber se spisy vězňů, určených původně k řízení před Lidovým soudem. Poté byly na základě nařízeného sonderbehandlungu zahájeny popravy, 6. února 1945 popraveno prvních 8 vězňů, 28. února dalších 14 osob (mezi nimi i otec František Dvorský a jeho bratr Oldřich).[9]
- Oldřich Dvorský – zatčen po 13. 12. 1944, vězněn v Brně v Kounicových kolejích, popraven 28. února 1945.[8]